# Загальцівська сільська рада
| Загальцівська сільська рада — колишній орган місцевого самоврядування у Бородянському районі Київської області з адміністративним центром у с. Загальці. Сільській раді були підпорядковані населені пункти: - с. Загальці - с. Бондарня - с. Гай - с. Нова Буда - с. Поташня |

## Склад ради
Рада складалася з 20 депутатів та голови.

### Керівний склад ради
| ПІБ                           | Основні відомості                                                                       | Дата обрання | Дата звільнення |
| ----------------------------- | --------------------------------------------------------------------------------------- | ------------ | --------------- |
| Аксьонов Микола Костянтинович | Сільський голова, 1951 року народження, освіта, безпартійний                            | 26.03.2006   | 31.10.2010      |
| Буряк Валентина Іванівна      | Сільський голова, 1969 року народження, освіта середня спеціальна, член Партії регіонів | 31.10.2010   |                 |

Примітка: таблиця складена за даними джерела